# Micah Hyde
Pour les articles homonymes, voir Hyde.
(en) Statistiques sur pro-football-reference
Micah Richmond Hyde, né le 31 décembre 1990 à Fostoria en Ohio, est un joueur professionnel américain de football américain évoluant au poste de safety pour les Bills de Buffalo en National Football League (NFL).

## Biographie

### Carrière universitaire
Il étudie à l'Université de l'Iowa et y joue pour les Hawkeyes de l'Iowa de 2009 à 2012 au sein de la Big Ten Conference de la NCAA Division I FBS. Il est sélectionné dans le seconde équipe type de sa conférence en 2011 et dans la première en 2012. Il est également désigné meilleur defensive back de la Big Ten au terme de la saison 2012.

### Carrière professionnelle
Il est sélectionné par les Packers de Green Bay en 159e choix global lors du 5e tour de la draft 2013 de la NFL. 
Après quatre saisons au Wisconsin, il rejoint les Bills de Buffalo en 2017 et y signe un contrat de 5 ans. Il est  Dès sa première saison avec les Bills, il totalise 64 plaquages, 13 passes déviées et 5 interceptions et est sélectionné au Pro Bowl.